# Язловецкий сельский совет
Язловецкий сельский совет (укр. Язловецька сільська рада) — входит в состав
Бучачского района
Тернопольской области
Украины.
Административный центр сельского совета находится в 
с. Язловец.

## История
- 1944 — дата образования.

## Населённые пункты совета
- с. Язловец
- с. Бровары
- с. Новосёлка
- с. Пожежа